# Dictyssa transversa
Dictyssa transversa är en insektsart som beskrevs av Van Duzee 1914. Dictyssa transversa ingår i släktet Dictyssa och familjen sköldstritar. Inga underarter finns listade i Catalogue of Life.